# 橘哲也
橘 哲也（たちばな てつや、1984年3月19日 - ）は、日本プロ麻雀協会に所属する雀士。執行部を務めている。群馬県出身。

## 経歴・人物
- 第5回TwinCup優勝。2016年RMUオープンリーグ優勝。キャッチフレーズは「デジタルバスター」。自団体のリーグ戦ではA1に所属（2023年現在）。
- その髪型からブロッコリーの愛称が定着しているが、ブロッコリーは食べられないとのこと。
- 2017年に最高位戦日本プロ麻雀協会・赤坂ドリブンズに所属している浅見真紀と結婚。一児の父である。

## 獲得タイトル
- 第5回TwinCup
- 2016年RMUオープンリーグ

## リンク
- プロフィール - 日本プロ麻雀協会
- 橘哲也 (@t_tachibanashi) - X（旧Twitter）